# Xã Mountain, Quận Cleburne, Arkansas
Xã Mountain (tiếng Anh: Mountain Township) là một xã thuộc quận Cleburne, tiểu bang Arkansas, Hoa Kỳ. Năm 2010, dân số của xã này là 668 người.